# 진지바르
진지바르(아랍어: زنجبار)는 예멘 중남부에 위치한 도시로 아브얀 주의 주도이며 인구는 19,879명(2004년 기준)이다. 소규모 어항이 들어서 있는 어업 도시이다.